# Химна Пољске
Мазурка Домбровског (пољ. Mazurek Dąbrowskiego) је пољска химна; усвојена је 1927. године.
Речи је написао песник Јозеф Вибицки 1797. године. Аутор мелодије није познат. Химна Пољске се пева на исту мелодију као химна Хеј, Словени као и химна Хеј, Словаци.

## Текст химне на пољском
Jeszcze Polska nie zginęła,

Kiedy my żyjemy.

Co nam obca przemoc wzięła,

Szablą odbierzemy.

Ref:

Marsz, marsz, Dąbrowski

Z ziemi włoskiej do Polski,

Za twoim przewodem

Złączym się z narodem.

Przejdziem Wisłę, przejdziem Wartę,

Będziem Polakami,

Dał nam przykład Bonaparte,

Jak zwyciężać mamy.

Marsz, marsz, Dąbrowski...

Jak Czarniecki do Poznania

Po szwedzkim zaborze,

Dla ojczyzny ratowania

Wrócim się przez morze.

Marsz, marsz, Dąbrowski...

Już tam ojciec do swej Basi

Mówi zapłakany:

„Słuchaj jeno, pono nasi

Biją w tarabany.“

Marsz, marsz, Dąbrowski...